# Sportiv

Simbolul jocurilor olimpice, folosit prima oară în 1920 la jocurile olimpice din Antwerpen

Sportivul este o persoană ce practică regulat una sau mai multe categorii sportive, după intensitatea și frecvența antrenamentului, de asemenea dacă este sportul este sau nu profesie de bază, un sportiv poate fi profesionist sau amator.

Sportivii iau parte la competiții sportive organizate pe țări, continente sau competiții olimpice sau mondiale.